# 凯特王国

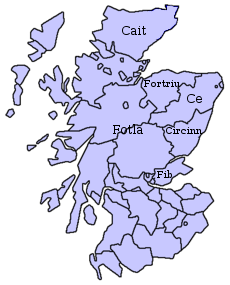
这张苏格兰地图显示皮克特人王国的大致位置，叠加在简化的苏格兰传统郡县地图上。

凯特王国（直译：「猫王国」；“Cat”也作“Cait”）是一个起源于约800年的皮克特人王国，存在于中世纪早期。它的中心位于现在的苏格兰北部的凯瑟尼斯地区。根据皮克特人的传说，该王国是由凯特建立，他是始祖克鲁伊赫涅的7个儿子之一。凯特的领土不仅包括现在的凯瑟尼斯，还包括萨瑟兰东南部。
地名“凯瑟尼斯”（Caithness）即源于“Cait”，这一词根也保存在盖尔语中对萨瑟兰的称呼（Cataibh）以及该地区内的若干具体地名中，还保存在最早记录的设得兰名称中（Inse Catt，意为“猫人群岛”）。
苏格兰地名学家威廉·J·沃森将这一用法与早期爱尔兰语中的（意为“野猪群岛”，指奥克尼群岛）进行比较，并认为这些都是基于动物的部族名称。